# Rajdowe Mistrzostwa Europy 1967

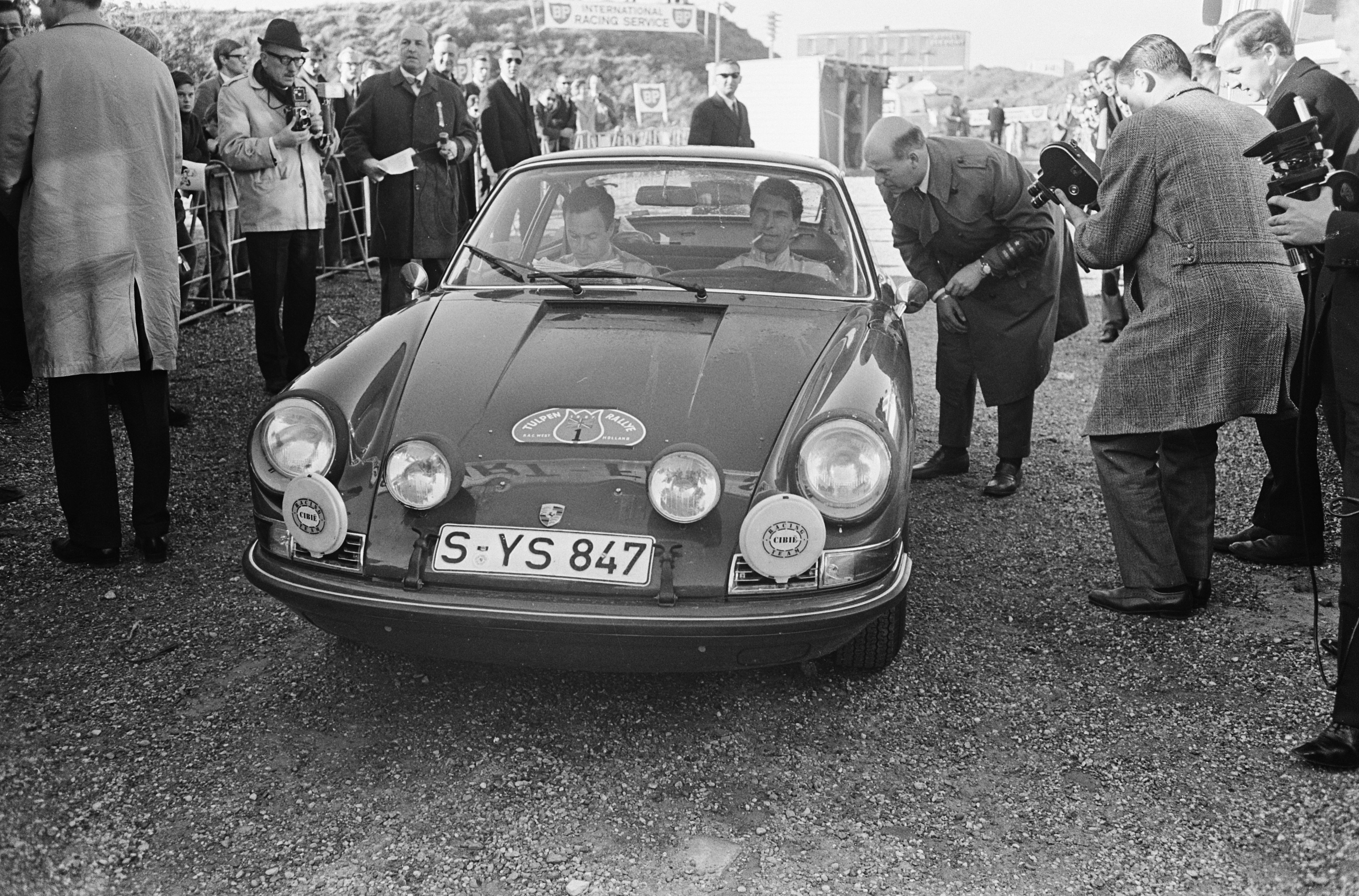
Mistrzowie Europy 1967 Brytyjczycy Vic Elford (za kierownicą) i David Stone podczas startu do wygranego Rajdu Tulipanów 1967

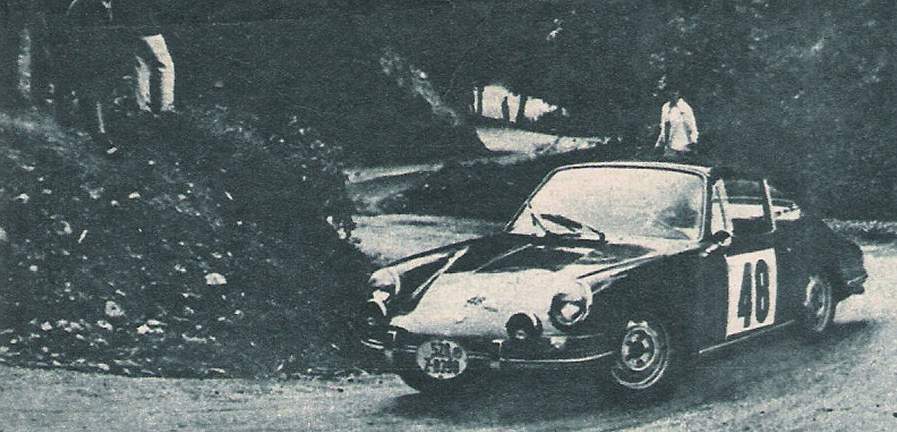
Mistrz Europy 1967 Sobiesław Zasada podczas Rajdu Genewy 1967 zajął 6 miejsce

Sezon Rajdowych Mistrzostw Europy 1967 był 15 sezonem Rajdowych Mistrzostw Europy (FIA European Rally Championship). Składał się z 16 rajdów, rozgrywanych w Europie. Zawodnik do punktacji końcowej miał zaliczane siedem dowolnie wybranych rajdów. 
W sezonie 1967 mistrzostwa Europy w rajdach rozgrywano z podziałem na trzy grupy:
- Grupa 1 - samochody seryjne, produkowane powyżej 5000 sztuk w kolejnych 12 miesiącach. W kategorii tej nie wolno było stosować jakichkolwiek przeróbek.
- Grupa 2 - samochody seryjne, ulepszone, produkowane powyżej 1000 sztuk w kolejnych 12 miesiącach. W kategorii tej dozwolone było stosowanie różnych przeróbek.
- Grupa 3 - samochody Grand Turismo, produkowane powyżej 500 sztuk w kolejnych 12 miesiącach. W kategorii tej dozwolone było stosowanie różnych przeróbek.

## Kalendarz[4]
| Runda | Data             | Nazwa rajdu                                                        | Zwycięzca          | Wyniki |
| ----- | ---------------- | ------------------------------------------------------------------ | ------------------ | ------ |
| 1     | 14-20 stycznia   | 36. Rallye Automobile de Monte-Carlo                               | Rauno Aaltonen     | Wyniki |
| 2     | 9-13 lutego      | 18. KAK Rallyt                                                     | Bengt Söderström   | Wyniki |
| 3     | 22-26 lutego     | 7. Rally dei Fiori                                                 | Jean-François Piot | Wyniki |
| 4     | 16-19 marca      | 20. Rallye Lyon-Charbonnières-Stuttgart Solitude Deutschlandrallye | Vic Elford         | Wyniki |
| 5     | 6-8 kwietnia     | 7. Rallye DDR - Pneumant Rallye                                    | Günter Rüttinger   | Wyniki |
| 6     | 24-27 kwietnia   | 19. Internationale Tulpenrallye                                    | Vic Elford         | Wyniki |
| 7     | 10-14 maja       | 38. Int. Österreichische Alpenfahrt                                | Sobiesław Zasada   | Wyniki |
| 8     | 25-28 maja       | 15. Rajd Akropolu                                                  | Paddy Hopkirk      | Wyniki |
| 9     | 15-18 czerwca    | 36. Rallye de Genève                                               | Vic Elford         | Wyniki |
| 10    | 6-9 lipca        | 8. Rallye Wełtawy                                                  | Erik Carlsson      | Wyniki |
| 11    | 19-22 lipca      | 4. Donau Rallye - Castrol                                          | Tony Fall          | Wyniki |
| 12    | 2-5 sierpnia     | 27. Rajd Polski                                                    | Sobiesław Zasada   | Wyniki |
| 13    | 18-20 sierpnia   | 17. Jyväskylän Suurajot - Rally of 1000 Lakes                      | Timo Mäkinen       | Wyniki |
| 14    | 4-9 września     | 28. Coupe des Alpes                                                | Paddy Hopkirk      | Wyniki |
| 15    | 21-24 września   | 15. RACE Rallye de España                                          | Ove Andersson      | Wyniki |
| 16    | 5-8 października | 5. Drei Stadte Rallye München - Wien - Budapest                    | Jean-François Piot | Wyniki |
| 17    | listopad         | 16. RAC Rally                                                      | Rajd odwołany      | -      |

## Klasyfikacja kierowców[5]
| Miejsce | Kierowca           | Samochód                   | Punkty |
| Grupa 1 |                    |                            |        |
| 1       | Sobiesław Zasada   | Porsche 911                | 64     |
| 2       | Lillebror Nasenius | Opel Rekord                | 55     |
| 3       | Dieter Lambart     | Opel Kadett                | 45     |
| 3       | Fiorenzo Genta     | Lancia Fulvia Coupé 1300 S | 45     |
| 5       | Jerzy Dobrzański   | Porsche 911                | 32     |
| Grupa 2 |                    |                            |        |
| 1       | Bengt Söderström   | Ford Lotus Cortina         | 42     |
| 2       | Jean Francois Piot | Renault 8 Gordini          | 38     |
| 3       | Timo Mäkinen       | BMC Mini Cooper S          | 32     |
| Grupa 3 |                    |                            |        |
| 1       | Vic Elford         | Porsche 911 S              | 57     |
| 2       | Jacques Hanrioud   | Porsche 911 S              | 31     |